# 28485 Dastidar
28485 Dastidar è un asteroide della fascia principale. Scoperto nel 2000, presenta un'orbita caratterizzata da un semiasse maggiore pari a 2,3385948 UA e da un'eccentricità di 0,1801706, inclinata di 5,62416° rispetto all'eclittica.